# Ernst Engeland
Ernst Engeland (* 6. September 1853 in Gilserberg; † 1. Juni 1925 in Bremen) war ein Bremer Politiker (SDAP, SAP, SPD) und Bürgerschaftsabgeordneter.

## Biografie

### Ausbildung und Beruf
Engeland war der Sohn eines Landwirtes, besuchte die Volksschule und erlernte den Beruf eines Kupferschmieds. Seit den 1880er Jahren war er Gastwirt in Bremen, seit 1906 Inhaber eines Instituts für Naturheilkunde und einer Kurbadeanstalt in Bremen.

### Politik
Engeland wurde 1874 Mitglied der SDAP, Vorgängerpartei der SPD, die 1875 zur  Sozialistischen Arbeiterpartei Deutschlands (SAP) und 1878 durch das Sozialistengesetz verboten wurde. Schon vor dem Sozialistengesetz war er  führender Parteifunktionär in Bremen, Er war 1876 Mitbegründer der Bremer Freien Zeitung, ab 1879 bei der Bremer Morgenzeitung und seit 1879 bei der Bremischen Volkszeitung, die unter dem Sozialistengesetz verboten wurde. Er musste in der Verbotszeit bis 1890 illegal für die Partei wirken.
Er war in der 12. und 13. Wahlperiode von 1902 bis 1908 für die SPD Mitglied der Bremischen Bürgerschaft.